# 盧厝
盧厝，是臺灣嘉義市東區的一個傳統地域名稱，位於該區東北部。相較於今日行政區，其範圍大致包括盧厝里北半葉的西半部、文雅里東北半部、圳頭里、後庄里、新店里不含西部邊界地帶。

## 歷史
台灣日治初期，盧厝地區為一街庄（舊制街庄），稱為「盧厝庄」，隸屬於嘉義西堡。該庄北隔牛稠溪與林仔尾庄、山仔門庄為界，東與灣橋庄、內甕庄為鄰，南邊為紅毛埤庄、山仔頂庄，西邊為臺斗坑庄。
1901年（日治明治三十四年）11月11日，全台設置二十廳，該庄隸屬於嘉義廳。1904年（明治三十七年）2月15日，該庄編入「山仔頂區」，隸屬於嘉義廳。1909年（明治四十二年）10月25日，全台整併二十廳為十二廳，該庄仍隸屬於嘉義廳。1910年（明治四十三年）1月18日，各區管轄區域調整，該庄仍隸屬於嘉義廳的「山仔頂區」。
1920年（大正九年）10月1日，全台廢十二廳改設五州二廳，該庄改制為「盧厝」大字，隸屬於臺南州嘉義郡嘉義街（新制街庄）。1930年（昭和五年）1月20日，嘉義街升格為州轄市嘉義市，本地區仍隸屬之。1932年（昭和七年）1月1日，嘉義市市區實施町名改正，本地區仍為大字。
戰後嘉義市改制為省轄市嘉義市，初設八區，町及大字亦改制為里。1946年（民國35年）8月，嘉義市將原有八區整併為四區（新東區、新南區、新西區、新北區），並將臺南縣之水上鄉、太保鄉劃入且改制為區，合計六區，本地區隸屬於新東區。:3411950年（民國39年）10月25日，雲、嘉、南分治，:384同時裁撤省轄市嘉義市，六區改制為四鎮（新東鎮、新南鎮、新西鎮、新北鎮）二鄉（水上鄉、太保鄉），均改隸屬於嘉義縣。1951年（民國40年）10月25日，撤銷新東、新南、新西、新北等四鎮，合併組成縣轄市嘉義市。:105-1061982年（民國71年）7月1日，嘉義市再次升格為省轄市。:1251990年（民國79年）10月6日，嘉義市劃分為東、西二區，本地區隸屬於東區。:145

## 聚落
本地區發展較早的聚落有盧厝、圳仔頭、後庄仔等，在日治期初期的官方地圖上已有記載。

## 交通
阿里山林業鐵路又稱「阿里山森林鐵路」，主線由嘉義通往阿里山，經過本地區但未設站。最近的車站在西側是北門車站，在東側是鹿麻產車站。該鐵路主線因部分路段損毀，目前僅營運嘉義至十字路區間，上述車站皆位於該區間內，各級列車均有停靠。
縣道159號是新港至番路的道路，經過本地區圳仔頭聚落。由該道路西行可前往嘉義市市中心、太保市、新港鄉、六腳鄉北端，並止於省道台19線路口；東行可前往番路鄉，並止於縣道159甲線路口。

## 學校
- 私立興華高中
- 林森國小
- 精忠國小
- 文雅國小